# گلوله ضدزره

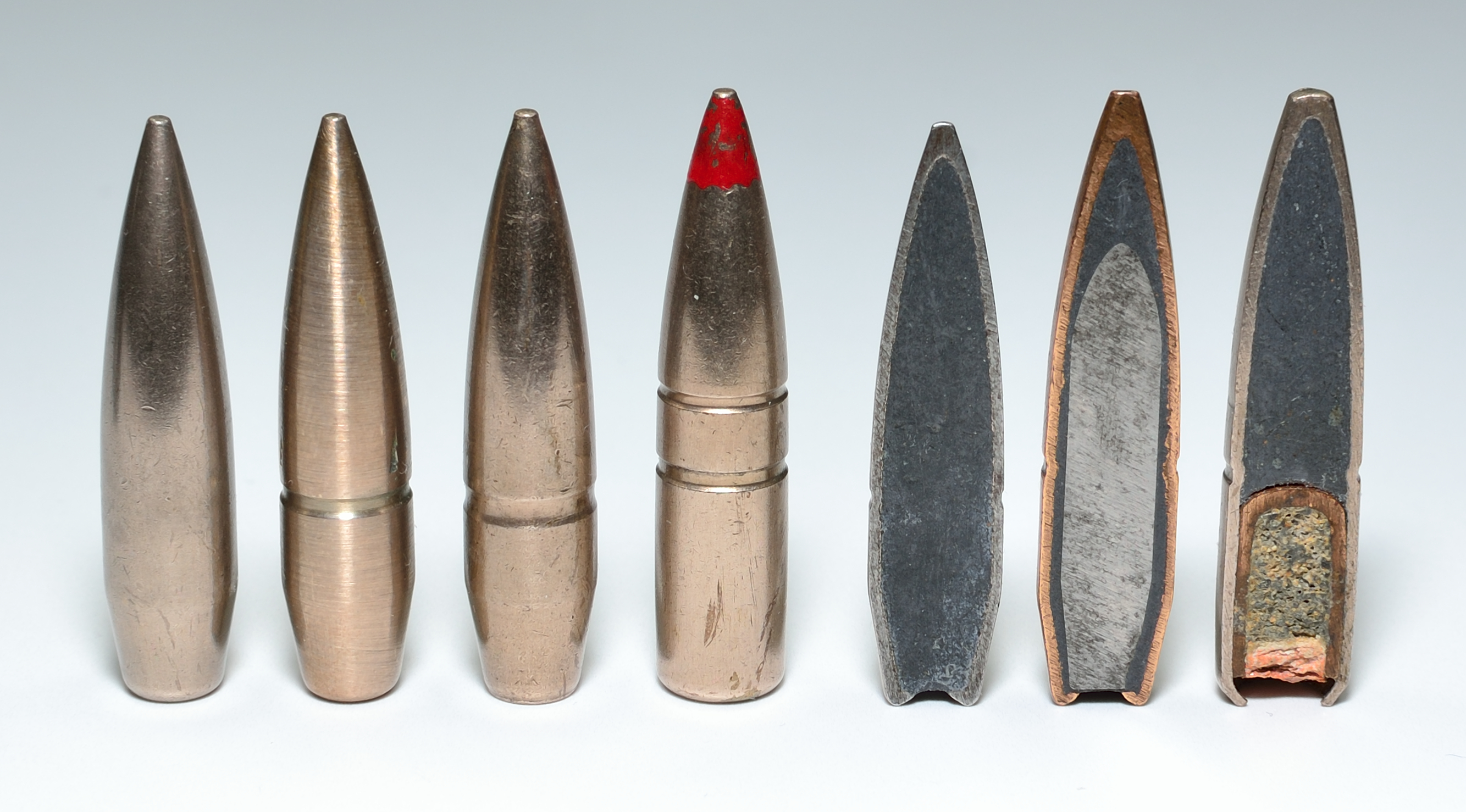
۳ گلولهٔ برش خورده به ترتیب از چپ به راست: گلوله معمولی غلاف تمام فلزی، گلوله ضدزره و گلوله رسام

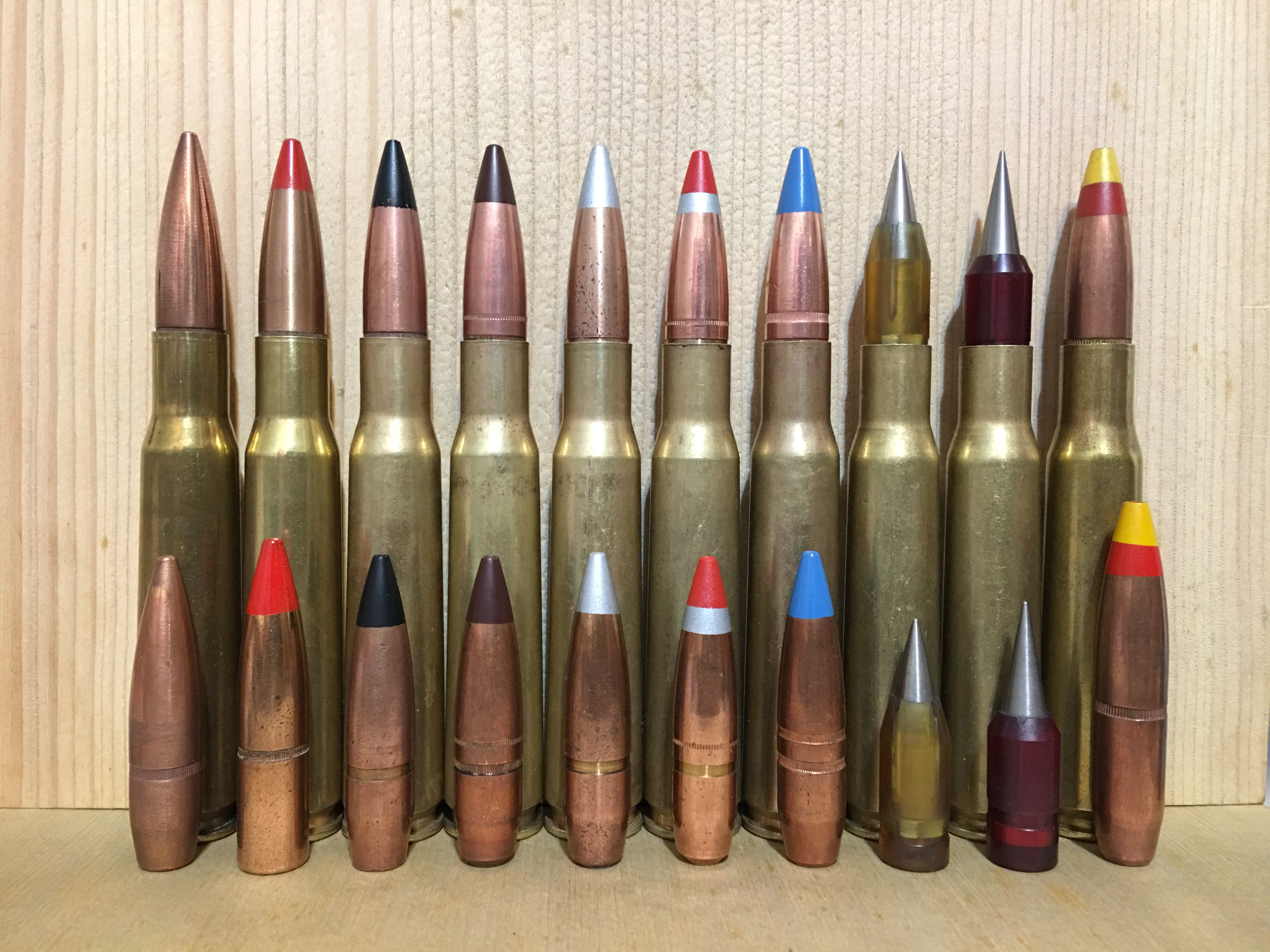
ردیف بالا فشنگ‌ها و ردیف پایین گلوله‌های کالیبر ۵۰ بی‌ام‌جی از چپ به راست:
فشنگ معمولی ام۲، (نوک بی‌رنگ)
فشنگ رسام ام۱ (نوک قرمز)،
فشنگ ضدزره ام۲ (نوک مشکی)،
فشنگ رسام ام۱۷ (نوک قهوه‌ای)،
فشنگ ضدزره آتش‌زا ام۸ (نوک نقره‌ای)،
فشنگ ضدزره آتش‌زا رسام ام۲۰ (نوک قرمز/نقره‌ای)،
فشنگ آتش‌زا ام۱ (نوک آبی)،
فشنگ زیر کالیبر کفشک ضدزره سبک ام۹۰۳ (نوک نقره‌ای/برنجی)،
فشنگ زیر کالیبر کفشک ضدزره رسام سبک ام۹۶۲ (نوک نقره‌ای/جگری)،
فشنگ هدف یاب رسام ایکس‌ام۱۵۶ (نوک زرد/قرمز)

گلوله ضدزره (انگلیسی: Armor-piercing bullet) برای فشنگ‌های تفنگ گلوله‌زنی و تفنگ دستی به منظور نفوذ به جلیقه ضدگلوله و سپر بالستیک که برای متوقف یا منحرف کردن گلوله‌های معمولی طراحی شده‌اند، به کار می‌رود. اگرچه طراحی گلوله عامل مهمی در نفوذ زره است، ولی توانایی هر پرتابه برای نفوذ به زره بالستیک با افزایش سرعت افزایش می‌یابد. فشنگ‌های تفنگ گلوله‌زنی معمولاً گلوله‌ها را با سرعت دهانه بالاتری نسبت به فشنگ‌های تفنگ دستی، به دلیل بار پیشرانه بزرگتر تخلیه می‌کنند. با این حال، حتی همان فشنگ (که قابل تعویض بین برخی تفنگ‌های گلوله‌زنی خاص و تفنگ‌های دستی است)، هنگامی که از تفنگ گلوله‌زنی شلیک می‌شود، تقریباً در همه موارد معمول، سرعت بیشتری نسبت به شلیک از یک تفنگ دستی خواهد داشت. این اتفاق به دلیل مدت زمان طولانی‌تر شتاب موجود در لوله بلندتر تفنگ گلوله‌زنی است، که زمان کافی را برای سوختن کامل پیشران پیش از خروج پرتابه از لوله فراهم می‌کند. به همین دلیل، گلوله‌هایی که از تفنگ گلوله‌زنی شلیک می‌شوند، ممکن است نسبت به گلوله‌های مشابه یا یکسانی که از تفنگ دستی شلیک می‌شوند، توانایی بیشتری در سوراخ کردن زره داشته باشند. علاوه بر این، یک گلوله کالیبر کوچک، تراکم مقطع بالاتری نسبت به گلوله با کالیبر بزرگتر با همان وزن را دارد و بنابراین توانایی بیشتری در شکست زره خواهد داشت.

## طراحی
گلوله‌های ضدزره معمولاً حاوی فولاد سخت شده، تنگستن یا کاربید تنگستن هستند که در داخل یک غلاف مسی یا کوپرونیکل قرار گرفته‌است؛ شبیه به غلافی که در یک گلوله معمولی، سرب را احاطه می‌کند. نفوذگر، توده‌ای نوک تیز از مواد با چگالی بالا است که به گونه ای طراحی شده که شکل خود را حفظ کرده و حداکثر مقدار ممکن انرژی را تا حد امکان به عمق هدف منتقل کند. کل پرتابه معمولاً از مواد مشابه با نفوذگر ساخته نمی‌شود، زیرا فلزات سختِ نفوذگرهای قوی، به لوله تفنگی که این نوع گلوله را شلیک می‌کند، آسیب می‌زند. سرعت ضربهٔ غلاف مسی ممکن است به‌طور موقت سطح زره را نرم کند و ضربه وارده به مرمی را مهار کند تا از شکستن نفوذگر شکننده جلوگیری شود. سپس نفوذگر از غلاف مسی خارج می‌شود تا به زره‌ای که به آن برخورد کرده نفوذ کند.